# Forbidden Daughters
Forbidden Daughters è un film muto in bianco e nero diretto da Albert Arthur Allen.
Film di genere erotico-drammatico a sfondo esotico, questo è l'unico film conosciuto di Albert Arthur Allen, celebre fotografo di nudi femminili.

## Trama
La ricca newyorkese Alva riceve notizie da un detective londinese sul marito Russell, un avventuriero ed esploratore da tempo scomparso, che ha scoperto essere "tenuto prigioniero" da una principessa nativa completamente nuda chiamata Loma. Alva decide così di partire per l'Africa alla sua ricerca.
Una volta arrivata in Africa centrale, entra in un harem dove incontra una donna bianca, la favorita del ricco Rajah Sana. Alva viene accusata di omicidio e rinchiusa in prigione con altre detenute nude per aver pugnalato a morte un'altra favorita dell'harem. Alva evade di prigione e fugge nella giungla. Seguendo il suono di un tam-tam giunge in un villaggio dove indigene nude stanno eseguendo la "Danza delle figlie proibite" (in inglese The Dance of the Forbidden Daughters).
Qui vi ritrova anche il marito, stregato dalla danza della nuda principessa Loma. Alva vede Loma danzare nuda e, seguendo un impulso amoroso, si spoglia anche lei nuda e si mette a danzare a sua volta, chiedendo alla fine al marito di scegliere tra le due. Russel prende tra le braccia la moglie e la bacia.

## Distribuzione
Il film è stato ridistribuito in home video dalla Something Weird Video nel 2002.